# Corymbia
Genre
Classification phylogénétique
Corymbia est un genre de plantes à fleurs de la famille des Myrtaceae. Il comprend 113 espèces et sous-espèces d'arbres classées dans le genre Eucalyptus jusqu'en 1995. Elles sont toutes endémiques d'Australie, sauf cinq aussi présentes en Nouvelle-Guinée.

## Liste des espèces
- Corymbia abbreviata
- Corymbia abergiana
- Corymbia aparrerinja
- Corymbia arafurica
- Corymbia arenaria
- Corymbia arnhemensis
- Corymbia aspera
- Corymbia aureola
- Corymbia bella
- Corymbia blakei
- Corymbia bleeseri
- Corymbia bloxsomei
- Corymbia brachycarpa
- Corymbia bunites
- Corymbia cadophora subsp. cadophora
- Corymbia cadophora subsp. pliantha
- Corymbia calophylla
- Corymbia candida
- Corymbia chartacea
- Corymbia chippendalei
- Corymbia citriodora
- Corymbia clandestina
- Corymbia clarksoniana
- Corymbia clavigera
- Corymbia cliftoniana
- Corymbia collina
- Corymbia confertiflora
- Corymbia dallachiana
- Corymbia dendromerinx
- Corymbia deserticola subsp. deserticola
- Corymbia deserticola subsp. mesogeotica
- Corymbia dichromophloia
- Corymbia disjuncta
- Corymbia dunlopiana
- Corymbia ellipsoidea
- Corymbia eremaea
- Corymbia erythrophloia
- Corymbia eximia
- Corymbia ferriticola
- Corymbia ferruginea subsp. ferruginea
- Corymbia ferruginea subsp. stypophylla
- Corymbia ficifolia
- Corymbia flavescens
- Corymbia foelscheana
- Corymbia gilbertensis
- Corymbia grandifolia subsp. grandifolia
- Corymbia grandifolia subsp. lamprocardia
- Corymbia grandifolia subsp. longa
- Corymbia greeniana
- Corymbia gummifera
- Corymbia haematoxylon
- Corymbia hamersleyana
- Corymbia hendersonii
- Corymbia henryi
- Corymbia hylandii
- Corymbia intermedia
- Corymbia jacobsiana
- Corymbia kombolgiensis
- Corymbia lamprophylla
- Corymbia latifolia
- Corymbia leichhardtii
- Corymbia lenziana
- Corymbia leptoloma
- Corymbia ligans
- Corymbia maculata
- Corymbia nesophila
- Corymbia novoguinensis
- Corymbia oocarpa
- Corymbia pachycarpa
- Corymbia papillosa
- Corymbia papuana
- Corymbia paractia
- Corymbia pauciseta
- Corymbia peltata
- Corymbia petalophylla
- Corymbia plena
- Corymbia pocillum
- Corymbia polycarpa
- Corymbia polysciada
- Corymbia porrecta
- Corymbia ptychocarpa subsp. aptycha
- Corymbia ptychocarpa subsp. ptychocarpa
- Corymbia rhodops
- Corymbia scabrida
- Corymbia serendipita
- Corymbia setosa
- Corymbia sphaerica
- Corymbia stockeri subsp. peninsularis
- Corymbia stockeri subsp. stockeri
- Corymbia terminalis
- Corymbia tessellaris
- Corymbia torelliana
- Corymbia torta
- Corymbia trachyphloia
- Corymbia umbonata
- Corymbia watsoniana subsp. capillata
- Corymbia watsoniana subsp. watsoniana
- Corymbia xanthope
- Corymbia zygophylla

Les plus connues sont :
- Corymbia calophylla
- Corymbia citriodora : grand arbre à écorce lisse originaire du centre et du nord du Queensland et planté un peu partout à cause de la beauté de son tronc blanc ou gris clair et facilement reconnaissable à l'odeur forte de citron que dégagent ses feuilles.
- Corymbia ficifolia (voir photos).
- Corymbia maculata : autre arbre trouvé dans les jardins dont l'écorce présente des taches circulaires de différents diamètres et couleurs : crème, bleu gris, orange, rose ou rouge. Originaire des régions côtières de Nouvelle-Galles du Sud et du sud-est du Queensland, il est aussi exploité pour son bois utilisé pour les manches d'outils de jardin ou les axes de roues de charrettes.
- Corymbia opaca : originaire du centre de l'Australie.

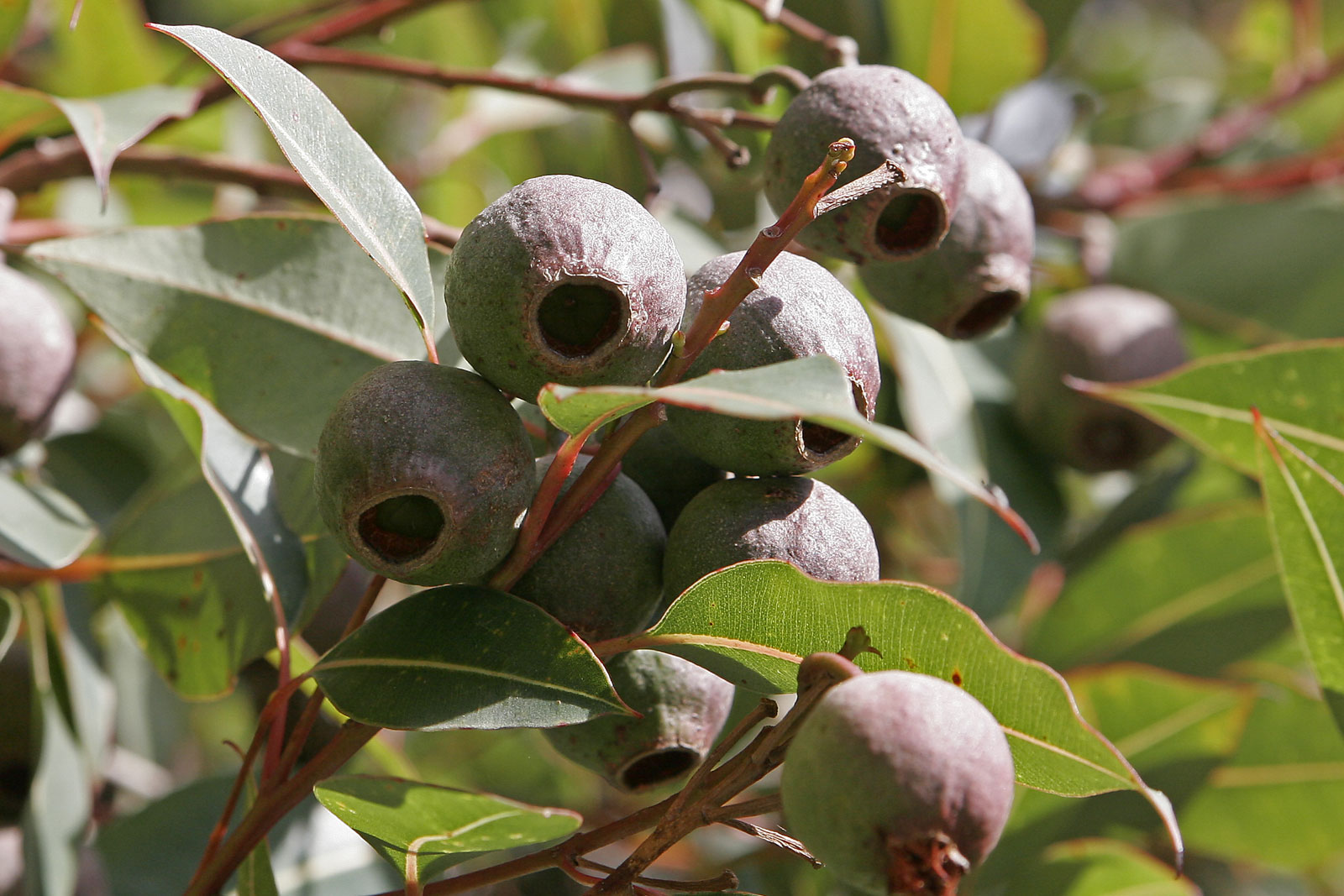
Corymbia ficifolia,  (Fruits)
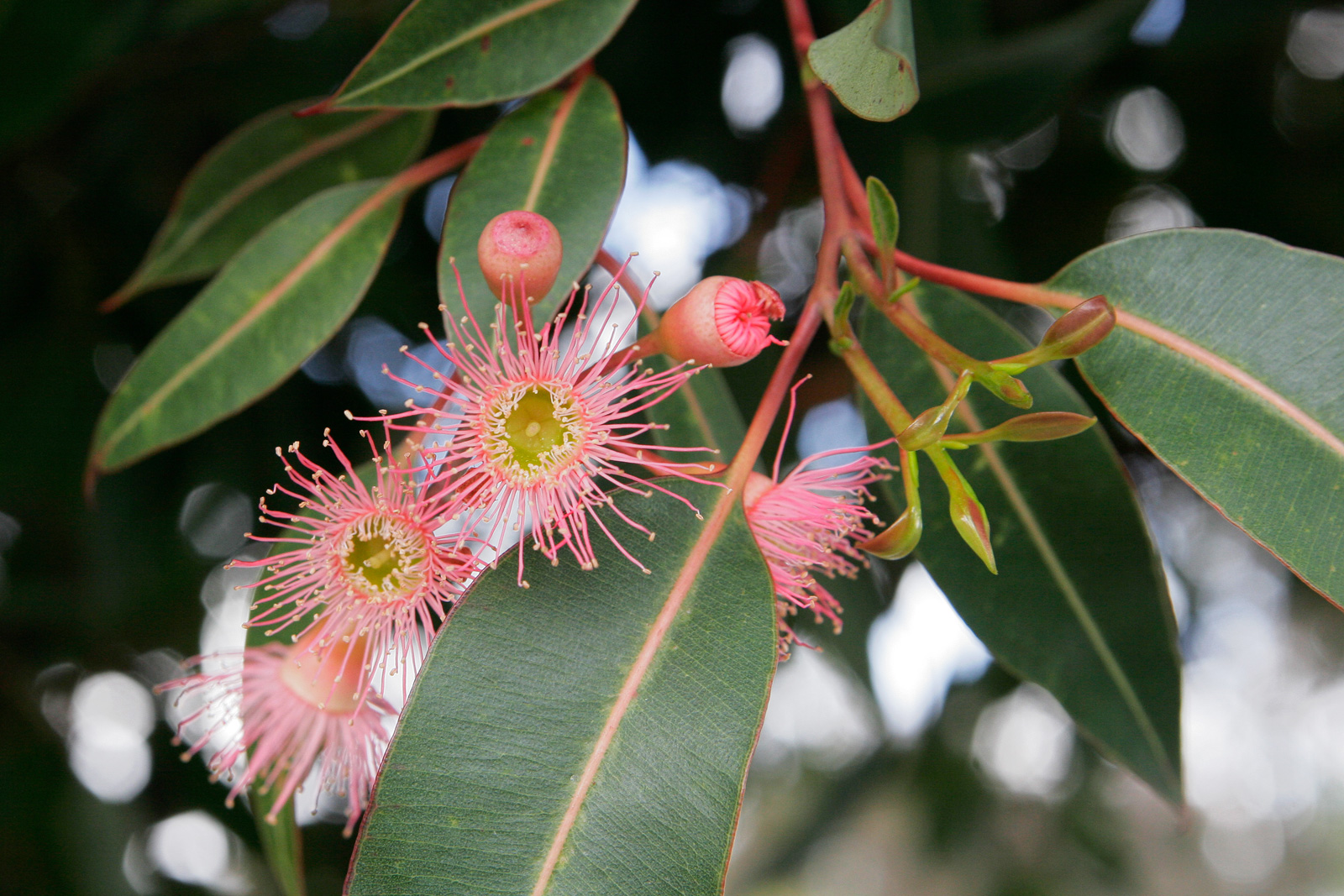
Corymbia, fleurs
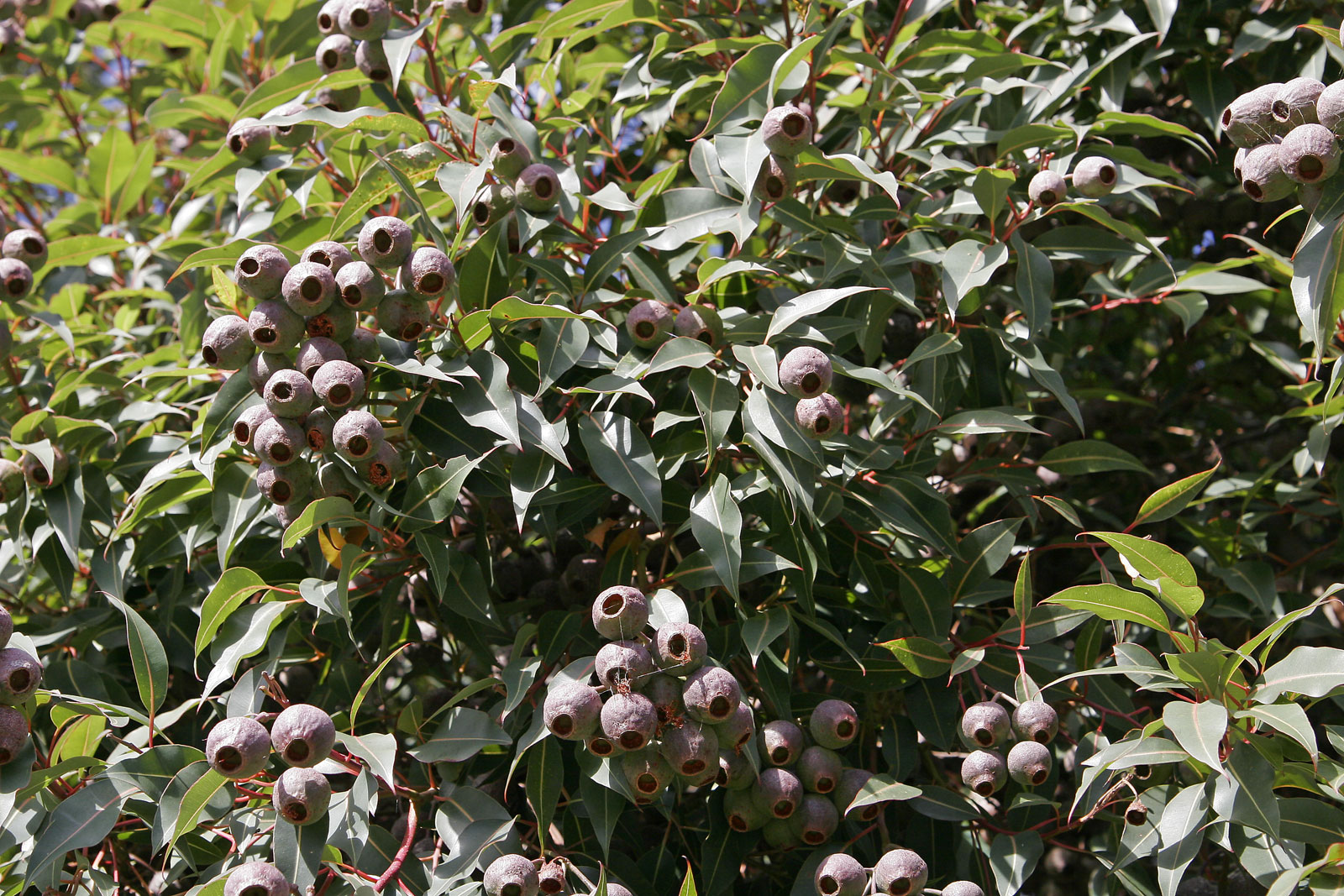
Corymbia, (Fruits)